# Grote Hut
Grote Hut (Fr: Grande Espinette) is een plaats en wijk in de gemeente Sint-Genesius-Rode. De plaats ontstond als trefpunt in het westelijke Zoniënwoud langs de steenweg van Brussel naar Waterloo waar een lokale weg naar Lansrode en verderop Sint-Genesius-Rode begon. De naam is afgeleid van een houten hut met een pannendak, waarschijnlijk opgericht als jachtpaviljoen. Op de Ferrariskaart, daterend van het einde van de 18de eeuw, is Grote Hut al terug te vinden als een benoemde plaats met een achttal gebouwen en enkele omliggende terreinen. De gronden ten noordwesten en ten zuiden van Grote Hut werden in de 19e eeuw massaal ontbost. Later, 20ste eeuw, werden zij verkaveld tot woonwijken.